# Burton upon Trent
Burton upon Trent, también denominado Burton-on-Trent o simplemente Burton, es una localidad a la vera del río Trent en East Staffordshire, Inglaterra, cercana a la frontera con Derbyshire. Su población es de 72 299 habitantes (2011).
Burton es conocido por sus fábricas de cerveza. Originalmente el pueblo se desarrolló en torno a la Abadía de Burton. El Puente de Burton fue escenario de dos batallas en 1322 cuando Eduardo II derrotó al Conde de Lancaster que se había rebelado y en 1643 cuando los realistas capturaron el pueblo durante la primera guerra civil inglesa. William Lord Paget y sus descendientes fueron responsables por extender los dominios de sus propiedades sobre las tierras de la abadía y facilitar la extensión de la navegación del río Trent hasta Burton. Burton creció hasta convertirse en un activo pueblo con mercado a comienzos de la era moderna.

## Historia
La calzada Ryknild, una antigua ruta romana, pasaba en dirección noreste por lo que luego sería la parroquia de Burton, conectando los campamentos en Letocetum (Wall), cerca de Lichfield, y Derventio (Little Chester), cerca de Derby.
Entre los años 666 y 669 Wilfrid, el obispo pro-romano de York, ejerció funciones episcopales en Mercia, cuyo rey cristiano, Wulfhere, le otorgó tierras en varios sitios, sobre las que se construyeron monasterios. Casi con seguridad Burton fue uno de estos sitios: el nombre de Andresey con que se denominó una isla en el río Trent cerca de la iglesia parroquial significa "isla de Andrew" y hace referencia a una iglesia dedicada a St Andrew (San Andrés). La isla se encuentra relacionada con la leyenda de San Modwen o Modwenna, una abadesa irlandesa.
Es probable que las edificaciones religiosas que aun existían fueron destruidas durante las incursiones danesas que asolaron la zona en el año 874. La denominación de la toponimia de la región indica una influencia escandinava que todavía estaban en uso a comienzos del siglo XII. En el 1003 se construyó una abadía benedictina en una ubicación nueva sobre la margen oeste del Trent en Burton en Wulfric Spott, un thane posiblemente descendiente del Rey Alfredo. 
La Abadía de Burton es mencionada en el Libro Domesday, allí se indica que controlaba las tierras en Appleby Magna en Leicestershire, y Mickleover, Winshill, Stapenhill, Coton in the Elms, Ca(u)ldwell (en la Parroquia Stapenhill) y Ticknall, todos ubicados en Derbyshire. El monasterio era el más importante en Staffordshire y hacia la década de 1530 era el que mayores ingresos generaba. La abadía era frecuentemente visitada por la realeza, incluido Guillermo I, Enrique II y Eduardo I. Durante los siglos XII y XIII se trazaron calles al oeste de High Street.
Un decreto real promulgado el 12 de abril de 1200 por el Rey Juan autoriza al Abad a que cada Jueves se realice un día de mercado.
Este decreto fue posteriormente renovado por el rey Enrique III y el rey Eduardo IV Se realizaban cuatro ferias anuales para comerciar caballos, ganado y artesanías: en el día de la presentación de Jesús en el Templo, 5 de abril, Jueves Santo, y el 29 de octubre (la fiesta de San Modwen) práctica aun perdura en algunas otras poblaciones británicas.

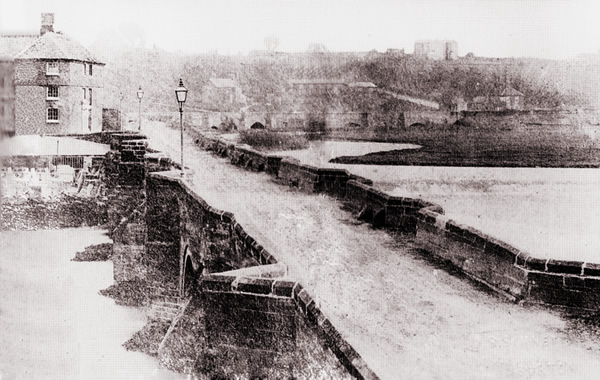
Una fotografía antigua del puente medieval Burton de 36 arcos. El puente en Burton era un importante punto de cruce y fue el sitio de batallas en 1322 y 1643, fue demolido y reemplazado en 1863.

Aunque ya a comienzos del siglo XVI el gran puente de Burton sobre el Trent se encontraba en mal estado de mantenimiento aun servía como una "vía de tránsito de y hacia numerosas regiones para alivio de los viajeros", según indica el abad. En proximidades del Puente se libraron dos batallas la primera en 1322 cuando Eduardo III derrotó al rebelde Conde de Lancaster y la segunda en 1643 cuando los realistas capturaron el pueblo durante la primera guerra civil inglesa.

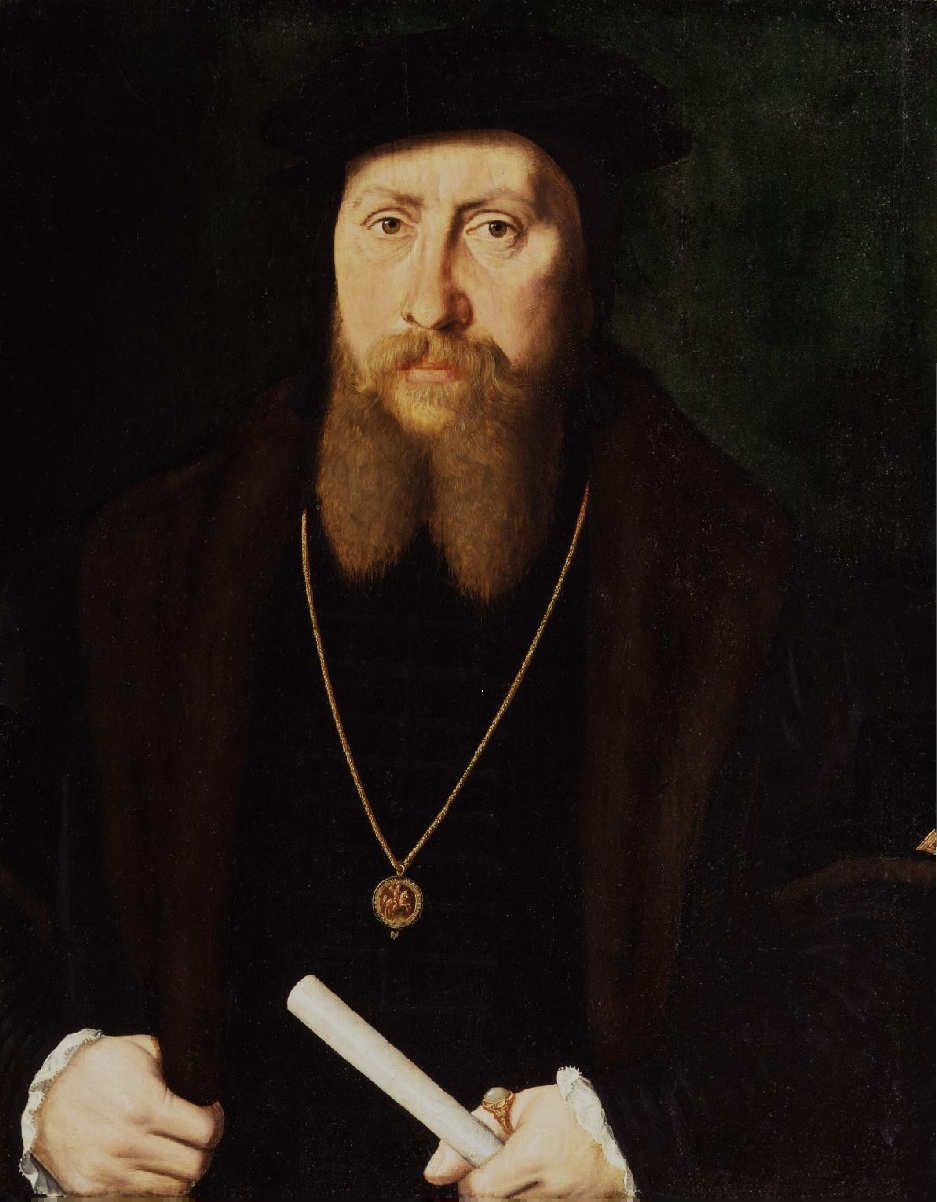
En 1546 Enrique VIII le concedió a Sir William Paget las tierras de la Abadía de Burton y agrandó la Casa Señorial utilizando materiales tomados de la Abadía. Posteriormente las propiedades de la familia fueron confiscadas luego de participar en un complot católico contra Isabel I, pero le fue devuelto a su descendiente Guillermo 6.º Lord Paget.